# Raven (luchador)
Scott Levy (8 de septiembre de 1964) es un luchador profesional estadounidense más conocido como Raven, que trabajó en la World Wrestling Federation (WWF), World Championship Wrestling (WCW), Total Nonstop Action Wrestling (TNA) y Extreme Championship Wrestling (ECW).
Levy ha sido 3 veces Campeón Mundial al haber ganado 2 veces el Campeonato Mundial Peso Pesado de la ECW y una vez el Campeonato Mundial Peso Pesado de la NWA. También destacan sus 27 reinados como Campeón Hardcore de la WWF, 4 reinados como Campeón Mundial en Parejas de la ECW, 1 reinado como Campeón Mundial en Parejas de la WCW, un reinado como Campeón Ligero Peso Pesado de la WCW y un reinado como Campeón de los Estados Unidos Peso Pesado de la WCW. También fue el ganador de la segunda edición del King of the Mountain.

## Carrera

### Comienzos
Levy empezó en el mundo del Wrestling en 1988 como Scotty The Body en la Continental Wrestling Association, donde fue el jobber de Missy Hyatt.

### World Championship Wrestling (1992-1993)
Compitió en la división de peso semipesado bajo el nombre de Scotty Flamingo, un surfista de Florida, y normalmente entraba al ring con una tabla de surf. Fue representado por Diamond Dallas Page, y ganó el WCW Light Heavyweight Championship el 20 de junio de 1992 derrotando a Brian Pillman en Beach Blast. Después de la lucha, varios luchadores salieron al ring para alabar la calidad del combate. El 5 de julio, Brad Armstrong derrotó a Levy, perdiendo su título. entró en un feudo con Pillman, Armstrong, and Johnny B. Badd. Ganó una pelea de boxeo en Clash of the Champions XXI el 18 de noviembre de 1992 vía KO después de un DDP lleno en su guante con agua. Abandonó la WCW en julio del 93 después de un desacuerdo con Bill Watts.

### World Wrestling Federation (1993-1994)
Después de abandonar la WCW, Levy firmó con la World Wrestling Federation, empezando a trabajar bajo el nombre de Johnny Polo, haciendo equipo con Adam Bomb. También fue el mánager del equipo The Quebecers, estando con ellos durante sus tres reinados como Campeones en Parejas de la WWF. Además de luchar ocasionalmente, también trabajó como comentarista de RAW y copresentador de Radio WWF, además de hacer las funciones de productor de Monday Night Raw. Sin embargo, dejó la empresa en 1994.

### Extreme Championship Wrestling (1995-1997)
El 7 de enero de 1995, ahora musculoso hasta aproximadamente 230 libras (104 kg), Levy debutó en la Extreme Championship Wrestling (ECW) bajo el nombre de Raven (una referencia al poema de Edgar Allan Poe). En una salida dramática de sus trucos anteriores, Levy empezó a retratar a un deprimido, sociópata y misántropo nihilista con un vestuario de inspiración grunge. Levy ha citado a Patrick Swayze en la película Point Break como una inspiración para el personaje de Raven. Raven tenía una manera estoica, y con promos que incluían muchas alusiones literarias al poema de Poe y terminaba siempre con la famosa frase, "Quoth the Raven, Nevermore" (Dijo el Cuervo, Nunca Más). Hizo su debut con Stevie Richards, atacando a Tommy Dreamer y reclamando que Dreammer era su enemigo cuando eran niños en el campamento de verano. Richards pronto trajo a Raven un ayuda de cámara, Beulah McGillicutty, una chica de Dreamer y Raven en el pasado. Raven y Dreammer tuvieron muchos combates en los que Raven salía casi siempre victorioso.
Otra gran pelea fue con Sandman. Raven "lavó el cerebro" al hijo de Sandman en la vida real para unirse a su culto y le volverse en contra de su padre. Esto llevó a muchos combates con sangre, que culminó en octubre de 1996 un combate en el que el hijo de Sandman intervino para ayudar a su padre. Tras el combate, los dos se abrazaron, pero Raven llegó por detrás con un palo de Kendo, y golpeó a Sandman. Lacayos de Raven, Steven Richards y The Blue Meanie, sacaron una gigantesca cruz de madera de debajo del ring, atado Sandman a fin de cuentas, y lo levantó y lo "crucificó". En el mismo acto, Kurt Angle se presentó como un invitado especial (que estaba considerando cambiar a favor de la lucha libre amateur). Consternado y horrorizado por el ángulo ofensivo, un furioso Angle salió precipitadamente de la arena y amenazó con una demanda si su nombre aparecía en el mismo episodio Levy salió y dio una disculpa por sus acciones cuestionables. A día de hoy, Levy sostiene que el ángulo no era un insulto a Jesucristo, sino un insulto a The Sandman, mediante el uso de la iconografía religiosa para expresar un punto de vista artístico. En una entrevista para el documental Hardcore Homecoming, Levy señaló que su propia religión entró en tela de juicio por el incidente, con muchos luchadores de ECW creem que Levy (quien, junto con el entonces propietarios ECW Paul Heyman y Gordon Tod, es judío) utilizaron deliberadamente la crucifixión como una declaración anticristiana. Levy dice que fue coaccionada para que la disculpa de Heyman, que temía una reacción violenta, y se enfrentó airadamente por los luchadores que se preguntó por qué Raven no crucificó a Sandman en una "estrella judía, a la que Raven respondió que no tendría ningún impacto filosófico sobre la multitud de ningún tipo.
Raven dominó a lo largo de 1995-1996 en la ECW disfrutado de dos reinados como Campeón Mundial Peso Pesado de la ECW. Su grupo de seguidores llegó a ser conocido como el Raven's Nest. Durante su primera estancia en la ECW, Raven defendió con éxito el título Mundial Peso Pesado de la ECW contra veteranos famoso Terry Gordy y "Dr. Death" Steve Williams, entre otros. Su feudo con Tommy Dreamer se inició en su debut y tras una breve pausa mientras Raven tuvo un feudo con The Sandman, que se prolongó durante los próximos dos años, antes de Dreamer finalmente lo derrotó en Wrestlepalooza el 6 de junio de 1997 en un "Loser Leaves ECW" partido. Raven después se trasladó a la World Championship Wrestling.

### World Championship Wrestling (1997-1999)

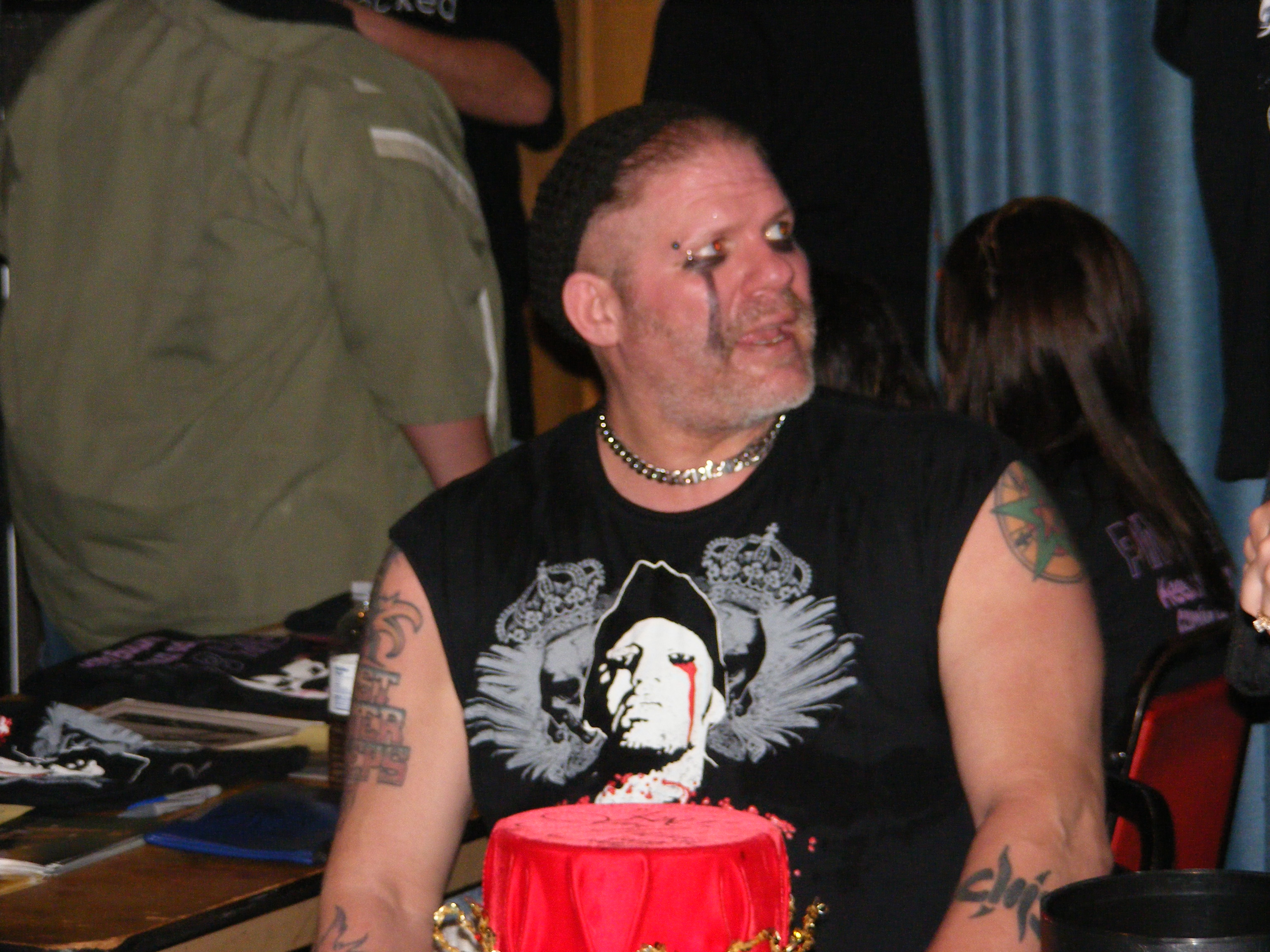
Raven en Siracusa.

El 30 de junio de 1997, Raven hizo su regreso a la WCW cuando se le vio sentado en la primera fila en WCW Monday Nitro, reconocéndole los comentaristas como un excampeón de una "gran organización independiente", obviando el nombre de la ECW. El 21 de agosto de 1997 en Clash of the Champions XXXV, Raven derrotó a Stevie Richards y luego se sentó en la primera fila. La historia se repitió con mucha frecuencia y Raven se siguió sentando en la primera fila con sus lacayos, poco a poco conformando lo que sería conocido como The Flock, un stable de inadaptados, similares al Raven's Net de la ECW. Raven continuó como un "agente libre sin firmar", pero finalmente aceptó un contrato con la WCW el que se estipulaba que podía luchar sólo cuando él quería y bajo sus propias reglas. Con The Flock, sin embargo, Raven fue más abiertamente abusivo, lo que hizo que se rebelaran contra él. Sin embargo los combates se llevaron a cabo según las Reglas de Raven, lo que significaba no se usa inhabilitaciones de armas, doble trabajo en equipo, y la interferencia externa son rampantes.
El 23 de noviembre de 1997 en World War 3, Raven se enfrentó a Scotty Riggs en una lucha, ganándola Raven. Más tarde, Riggs se uniría a The Flock. Con la ayuda de su stable, Raven consiguió el Campeonato de los Estados Unidos Peso Pesado de la WCW al derrotar en Spring Stampede a Diamond Dallas Page, pero lo perdió el 20 de abril ante Goldberg. Luego, consiguió el Campeonato Mundial en Parejas de la WCW con Perry Saturn al derrotar a Rey Mysterio & Billy Kidman en Slamboree. El reinado anterior duró sólo un día como Raven derrotó a Diamond Dallas Page en Spring Stampede y perdió el cinturón de la noche siguiente contra Bill Goldberg en Nitro. Culpó a la manada y a Saturn en particular, por su pérdida. Esto condujo a una serie de combates, que culminó en un partido en Fall Brawl que si Raven perdía, el rebaño podría separarse. Saturn ganó con la ayuda de Billy Kidman, que también quiso dejar los abusos de Raven. Sin The Flock, Raven comenzó una serie de entrevistas deprimentes y se marchaba en mitad de los combates. En octubre en Halloween Havoc, Raven se negó a luchar contra Chris Jericho por el Campeonato de la WCW televisión, pero finalmente fue convencido para volver al ring. Perdió el partido y no fue visto hasta 1999. A su regreso, una serie de viñetas en las que se muestra a un equipo de televisión que siguió a Raven hasta su casa de la infancia , en la que había llevado una vida privilegiada clase alta. Se reunió también con su antigua acompañante Chasity, la cual fue anunciado por la WCW como su hermana.
Más tarde se unió con Vampiro y Insane Clown Posse en un grupo llamado The Dead Pool. En una reunión entre bastidores en agosto de 1999, que involucró a todos los luchadores de la WCW, Eric Bischoff ofreció su liberación a quien la quisiera. Levy fue el único en ponerse de pie y salir, ya que él no estaba satisfecho con la dirección creativa de la WCW. Levy dejó la compañía.

### Extreme Championship Wrestling (1999-2000)
Como condición para salir de la WCW, a Levy no se le permitió unirse directamente a la World Wrestling Federation al salir de la promoción, por no terminar su contrato. A través de una laguna en el contrato, Levy se reunió con la ECW y firmó un contrato por un año el 25 de agosto de 1999. Raven hizo una vuelta sorpresa en su debut de la ECW en TNN y ganó el título por parejas de los Dudley Boyz, junto con Tommy Dreamer el 26 de agosto de 1999. Raven y Dreammer reinaron como ECW Champions World Tag Team durante varios meses. Cuando perdieron los cinturones, empezaron a pelearse. Raven y Mike Awesome ganó el título por equipos de Tanaka y Dreammer el 4 de marzo del 2000 sólo para perderderlos una semana más tarde. Cyberslam 2000 fue la última aparición de Raven en la ECW con Francine, cuando se juntó con Justin Credible esa noche. Su último partido televisado fue contra Scotty Antón, el cual Raven perdió. Poco después, se marchó a la WWF.

### World Wrestling Federation / Entertainment (2000-2003)

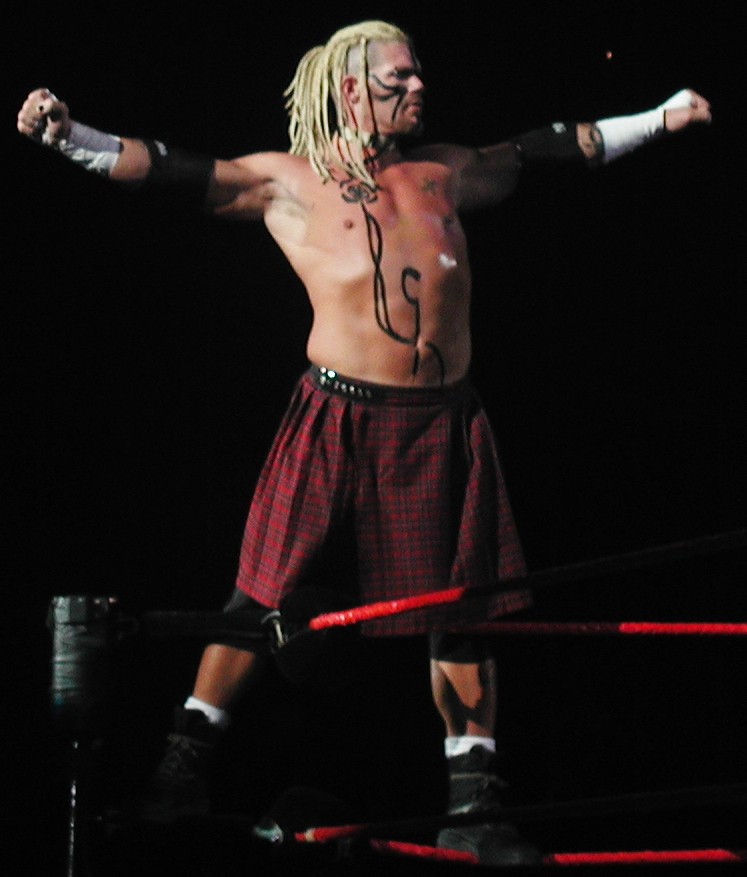
Raven trabajando para la WWE en 2002.

Raven regresó a la WWF en el 2000 en Unforgiven cuando intervino en la lucha entre Tazz y Jerry Lawler, aplicándole un "DDT" a Lawler y permitiendo a Tazz ganar el combate. Luego, él y Tazz comenzaron a hacer pareja con un escaso éxito, por lo que decidieron separarse. El 20 de diciembre del 2000 en Chattanooga, derrotó a Steve Blackman, ganando el Campeonato Hardcore de la WWF, el primer reinado de un total de 27, aunque la mayoría de los reinados fueron de corta duración en House Shows. En WrestleMania X-Seven, compitió en su único combate de WrestleMania, perdiendo el Campeonato Hardcore ante Kane en un combate que también incluyó a The Big Show. Luego, en Backlash, perdió contra Rhyno.
Cuando la Storyline de La Invasión comenzó, Raven pasó a formar parte de The Alliance. Durante su estancia, se fue gestionado por Terri Runnels y destruyó el interés amoroso de Perry Saturn. También comenzó a hacer equipo con Justin Credible a finales de julio de 2001. A finales del año, Raven no fue visto en los programas de la WWE, ya que The Alliance perdió el combate "Winner Take All" en Survivor Series.
En marzo de 2002, cuando se anunció la extensión de marcas de la WWE, Raven fue asignado a la marca Raw. En su último combate de SmackDown! derrotó a Maven ganando el Campeonato Hardcore, con lo que el título fue exclusivo de RAW. Perdió el título el lunes siguiente contra Bubba Ray Dudley. En ese momento, Levy decidió pasar algún tiempo anunciando y Raven se convirtió en el comentarista de Heat y Excess. Este papel duró un par de meses, ya que más tarde reanudó su carrera de luchador en RAW. Esto no duró mucho, ya que fue expulsado de después de perder una lucha contra Tommy Dreamer el 24 de junio de 2002. A causa de esto, Raven pasó el resto del año en Heat. Sin embargo, la WWE le dio a Levy el control creativo para desarrollar una historia relacionada con los siete pecados capitales, al estilo de la película Se7en, con Raven convertirse en una especie de "titiritero" que utiliza Heat como su patio de recreo. Comenzó a llevarlo a cabo, pero el ángulo fue abortado. Raven volvió a RAW, que sólo tuvo un combate (perdiendo ante Jeff Hardy en un partido de clasificación para el Royal Rumble) antes de ser despedido de la WWE la semana siguiente el 20 de enero de 2003.

### Total Nonstop Action Wrestling (2003-2008)

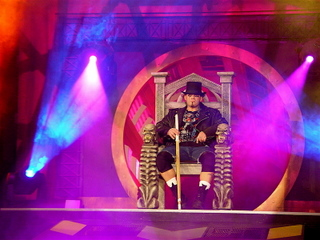
Raven trabajando para TNA.

Raven debutó en la Total Nonstop Action Wrestling (TNA) el 22 de enero de 2003, dos días después de su salida de la WWE, atacando a Jeff Jarrett y el robándole el Campeonato Mundial Peso Pesado de la NWA. Raven fue incluido en una historia de larga duración en el que afirmaba que era su "destino" ganar el Campeonato Mundial Peso Pesado de la NWA. El 30 de abril de 2003 Raven consiguió su primera oportunidad por el título, pero Jarrett ganó el combate.
El 17 de septiembre de 2003, Raven perdió su característico pelo largo después de haber sido derrotado por Shane Douglas en un hair vs. hair match, gracias a las interferencias de Vampiro. Mientras, formó un grupo conocido como The Gathering, que incluía a CM Punk, Julio Dinero & Laree Alexis, aunque más tarde se volvarian en su contra. Raven tuvo un feudo con James Mitchell y sus Disciples of the New Church. Su feudo con Mitchell terminó en un Last Man Standing match, que fue ganado por Raven. Esto llevó a Raven a cumplir con su "destino". En 2004, Raven se unió a The Sandman para ir en contra de The Gathering.
También en 2004, Sabu, viejo amigo de Raven regresó a la TNA. Raven se unió a Sabu para derrotar a The Gathering por última vez. Raven y Sabu luego tuvo un feudo con Abyss y "The Alpha Male" Monty Brown. Abyss y Brown superaron a Sabu en muchas ocasiones, cuando Raven se vilvió en contra de Sabu. Raven lanzó una campaña contra Sabu, faltando el respeto a la memoria de su tío. Raven derrotó a Sabu en un combate No Holds Barred el 4 de agosto. Raven compitió en el primer combate Monster's Ball, con Abyss y Brown.
El 19 de junio de 2005, Raven se volvió face y cumplir su destino autoproclamado, cuando ganó el NWA World Heavyweight Championship en Slammiversary (tomando el lugar de Jeff Jarrett después de que Jarrett atacó a un fanático de la multitud antes de la noche y lo arrestaron), derrotar a AJ Styles, Abyss, Sean Waltman y Monty Brown. Él defendió con éxito el título en dos defensas en los meses siguientes, contra Abyss en No Surrender, y Rhino dos meses más tarde en Unbreakable. Contra Rhino mostró su amplia gama de movimientos y pelando como lo hacía en los años en la ECW y principios de la WCW. También tuvo una lucha en parejas con Sabu contra Jeff Jarrett y Rhino.
El 15 de septiembre, Raven perdió el título de la NWA a Jeff Jarrett en Oldcastle, Ontario, Canadá. America's Most Wanted ("Wildcat" Chris Harris y "Cowboy" James Storm) salieron e interfeirierón en nombre de Jarrett y enviados por Larry Zbyszko. Esto llevó a Raven pugna con Larry Zbyszko, que trajo en los luchadores como PJ Polaco y K Chris para luchar a Raven. Esto culminó en un partido en Final Resolution, donde Raven luchó a Sean Waltman con la estipulación de que si Raven perdía tendría que dejar la TNA. Raven perdió el combate y se tomó un descanso como un resultado.

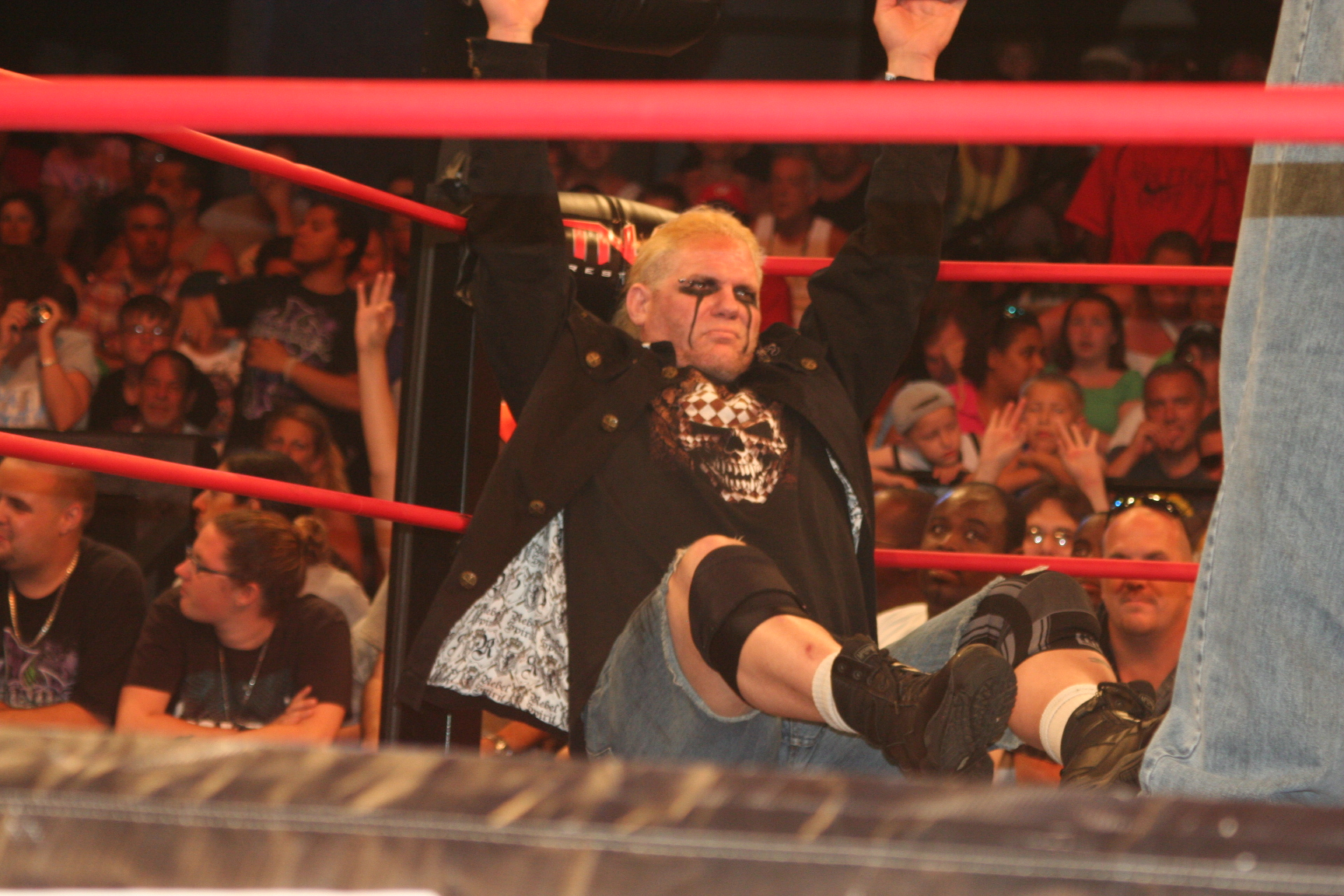
Raven sentado en una esquina del ring durante una grabación de TNA Impact! del 26 de julio de 2010.

Raven regresó a la TNA el 23 de abril de 2006 en el pay-per-view de Lockdown, y reavivó su pelea con Zbyszko. Que pondría fin a su feudo en Victory Road, en un combate hair vs. hair que Raven ganó. Desde entonces ha seguido luchando esporádicamente debido a la enfermedad de la tiroides que sufre. Su cobertura en los principales ángulos de televisión se ha reducido considerablemente. Mientras él estaba fuera del aire, una alianza se formó entre Kazarian, Johnny Devine y Matt Bentley. En el horario estelar de TNA Especial antes de Genesis de 2006, los tres salieron vestidos de góticos. Raven se reveló como su líder. Este grupo se llamó "Setoronim". La dirección de este establo fue muy complicada, a pesar de que perdió la mayoría de sus partidos por televisión. Independientemente del resultado, Raven decidió marcharse. Después de un largo paréntesis, Raven regresó al ring, perdiendo contra Christopher Daniels en un First Blood Invitational después de perder contra Chris Harris después de la interferencia de Kaz. En una edición de Impact, Raven salió después de la victoria de Kaz sobre Havok y Mártir y le golpeó en la espalda con un palo de kendo, rompiéndolo sobre su espalda. Raven, Havok, y Mártir atacaron Kaz con palos de kendo. En la edición del 19 de julio de Impact!, Raven y el resto de la Setoronim pelearon contra Triple X.
En la edición del 9 de agosto de Impact!, se asoció con Robert Roode y James Storm contra el equipo de Chris Harris, Rhino, y Kazarian. Raven perdió contra Kaz, que se habían rebelado contra él, en Hard Justice a pesar de que los miembros restantes de Setoronim se involucrasen en el combate. Luego lanzó un reto a Abyss y Rhino en Bound for Glory. Raven formó una breve alianza con Havok, Black Reign, Judas Mesias y James Mitchell, con el propósito de derrotar a Abyss. El 15 de noviembre edición de Impact, Havok se reveló como el traidor de Team 3D, que puso fin a la Setoronim. En Turning Point, Raven sustituyó a Rhino en el "Match of 10,000 Thumbtacks" y se asoció con Abyss para derrotar a Black Reign y RelliK. Raven fue despedido oficialmente de la TNA, y su perfil fue eliminado de la lista el 7 de marzo de 2008.

### Circuito independiente (2008-2009)

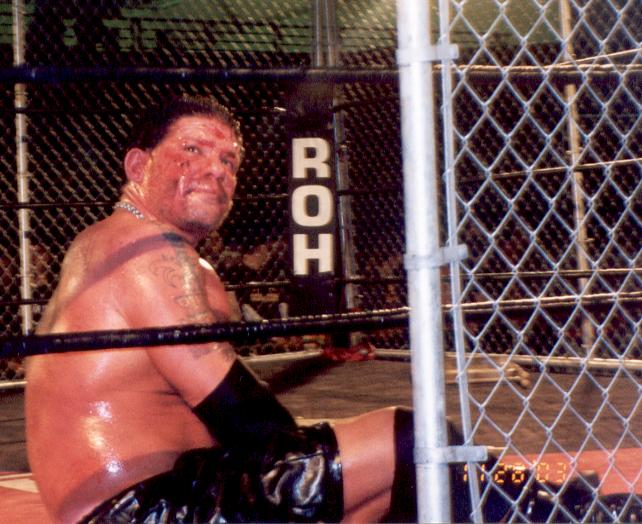
Raven dentro de una jaula de acero en un Ring of Honor show.

En 2008, Raven apareció en Juggalo Championship Wrestling para la temporada 2 de SlamTV!. En el evento principal del segundo episodio, el JCW Heavyweight Champion Coporal Robinson puso su título en juego contra Sexy Slim Goody. Cuando Robinson trató de golpearle, las luces se apagan en la arena. Cuando se vuelve a encender, Raven apareció en el ring y golpeó Robinson con su Evenflow DDT, antes de robar el cinturón de peso pesado de la JCW. En el tercer episodio, Raven introdujo Sexy Slim Goody como su nuevo lacayo. Cuando Robinson salió corriendo a la pista para tomar su título de nuevo, Sexy Slim Goody (kayfabe) lo golpeó con una silla de acero, y Raven comenzó a afeitarse el afro de Robinson. Sabu apareció de entre la multitud y ahuyentó a Raven, dejando a Robinson con un medio afeitado afro. Entonces Raven hizo y equipo con Goody y Sabu con Robinson. Raven salió del encuentro con el cinturón de campeonato que robó, huyendo de Sabu. En Bloodymania II, Raven perdió contra Robinson en un "Loser leaves JCW" Ladder Match. Sin embargo, Raven regresó a la compañía en Bloodymania III para perder contra Sabu.
Levy fue el campeón de peso pesado de la Ley de Agua Limpia Pro Wrestling, una promoción independiente de lucha libre profesional con base en Orangeburg, Carolina del Sur, del 15 de marzo al 8 de agosto de 2008. Ganó el campeonato cuando derrotó a Timber en Charlotte, Carolina del Norte el 15 de marzo. Fue despojado del título después de perder varios espectáculos, por lo tanto no ser capaz de defender el campeonato. Levy también fue presentado en el extranjero haciendo shows en Independiente Federación de Rusia Lucha, contra Joe Legend. Entre el 11 de abril y 18 de 2008, Raven realizó en cuatro eventos de AWF en Australia y Nueva Zelanda. También presentó la lucha libre seminarios en Minto, Nueva Gales del Sur, Blakeview, Australia del Sur, y Wellington, Nueva Zelanda. El 11 de abril, Levy tomó parte en la gira AWF explosión, que vio TNT puso la australiana Campeonato Peso Pesado en la línea; Raven llegó a ganar el combate y el título. Perdió el título de nuevo a TNT el 18 de abril, en Palmerston North, Nueva Zelanda. El 2 de agosto de 2009, Raven derrotó a campeón Preston Quinn a ganar el Campeonato de Lucha Libre Vanguardia Título Mundial de Peso Pesado en Norfolk, Virginia, en la NorVa. después del partido, Larry Zbyszko y Raven había una guerra de palabras, donde Raven desafió Zbyszko para encontrar un rival para enfrentarse a él por el título VCW Mundial, un partido de la cual él ganó.

### Total Nonstop Action Wrestling (2009-2010)

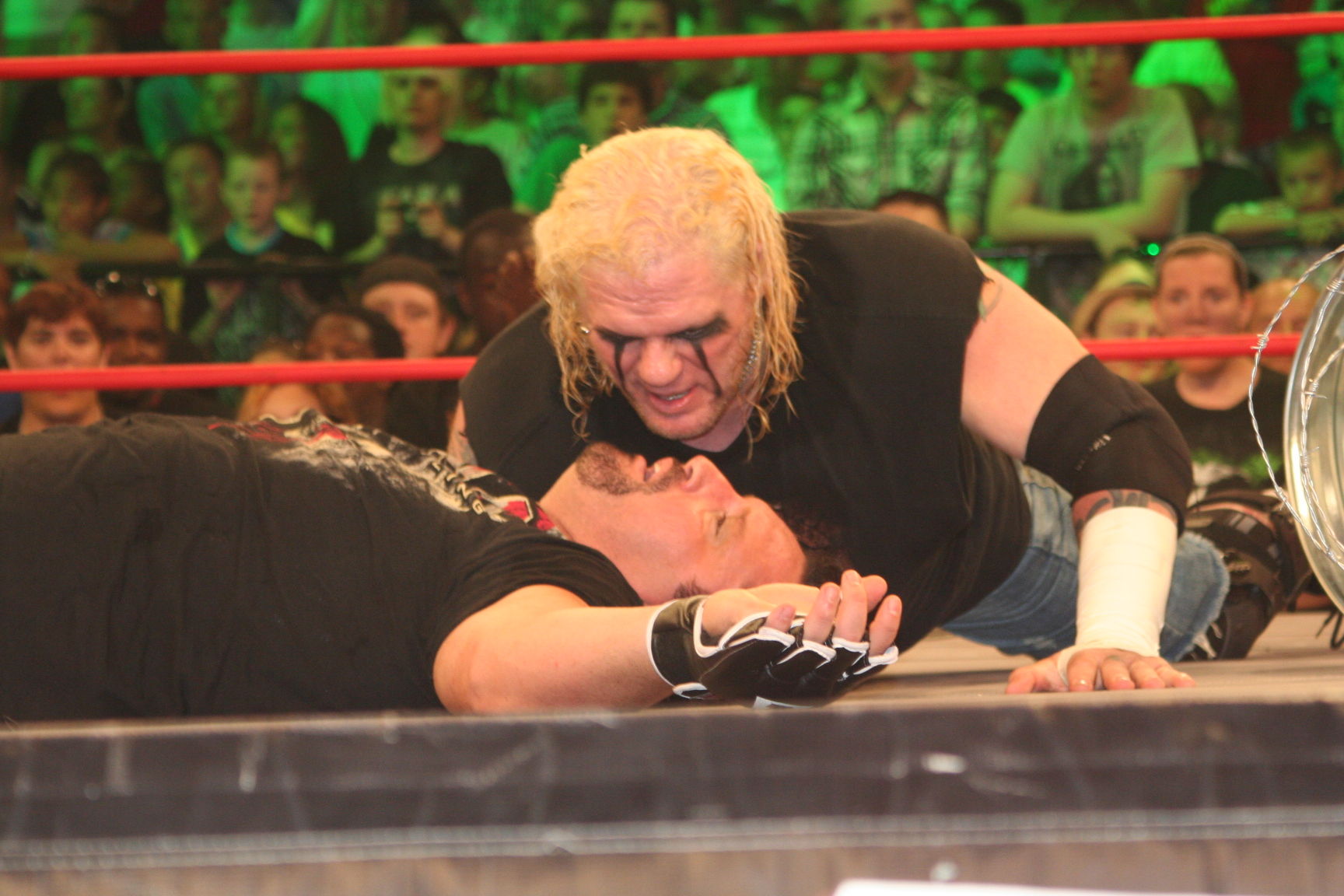
Raven enfrentándose a Tommy Dreamer en TNA.

Después de más de un año de ausencia, Raven regresó a la TNA el 28 de mayo. Retornó como heel atacando a Abyss con un Shinai que le dio el Dr. Stevie luego, se asoció con Stevie y Daffney. El 18 de junio derrotó en un Clockwork Orange House of Fun match a Jethro Holliday, pero en Slammiversary perdió junto a Daffney ante Abyss & Taylor Wilde en el primer Monster's Ball match mixto. Tras su aparición en el PPV, dejó la TNA de nuevo. En la edición del 12 de noviembre del 2009, de Impact!, Raven regresó a la TNA atacar para Abyss y lanzar una bola de fuego a la cara de Mick Foley, y así alinearse de nuevo con el Dr. Stevie y Daffney. En Final Resolution Abyss y Foley derrotaron a Stevie y Raven en una "Funhouse Foley" pelea por equipos. Raven apareció el 4 de enero, haciendo equipo con el Dr. Stevie en una series de por equipos, donde fueron derrotados por Matt Morgan y Hernández. Apareció en el 18 de febrero la edición de iMPACT!, ayudando a Eric Bischoff junto con otros a intentar quitarle la máscara a Abyss. Raven volvió a la televisión cuatro meses más tarde el 24 de junio en la edición de Impact! mostrando señales de volverse face, al aparecer entre el público junto a Stevie Richards y Tommy Dreamer, a lo que más tarde se uniría Rhino En la edición del 15 de julio de impact! Raven, Dreamer, Richards, Rhino, Brother Devon, Pat Kennedy y Al Snow, dirigido por Mick Foley, se sumaron al TNA World Heavyweight Champion Rob Van Dam atacando a Abyss y el resto de los luchadores de la TNA. La semana siguiente, la presidenta de la TNA Dixie Carter acordó dar a los alumnos de la ECW su reencuentro en un pay-per-view, Hardcore Justice: The Last Stand, como una celebración de la lucha libre hardcore y un último adiós a la compañía. En la edición del 29 de julio de impact! Raven reiniciaba su feudo con Dreamer por volverse contra él. A la semana siguiente Raven explicó a su vez diciendo que no había olvidado cómo Dreamer le había "robado" a su novia Beulah McGillicutty. El 8 de agosto en Hardcore Justicia Raven derrotó a Dreamer en una pelea arbitrada por Mick Foley. En la siguiente edición de iMPACT!, EV 2.0 fueron asaltados por el stable de Ric Flair Fortune (AJ Styles, Kazarian, Robert Roode, James Storm, Douglas Williams & Matt Morgan), cambiando Raven a face al acudir al rescate de sus amigos. En Bound for Glory, ambos stables se enfrentaron en un Lethal Lockdown match, donde EV 2.0 (Tommy Dreamer, Sabu, Stevie Richards, Raven & Rhino) derrotó a Fortune (A.J. Styles, Kazarian, Robert Roode, James Storm & Matt Morgan). Tras esto, se pactó otra lucha en Turning Point entre EV 2.0 y Fortune, en donde el equipo ganador elegiría un miembro del perdedor para ser despedido. En el evento, Fortune (A.J. Styles, Kazarian, Robert Roode, James Storm & Douglas Williams) derrotó a EV 2.0 (Sabu, Stevie Richards, Brian Kendrick, Raven & Rhino), eligiendo a Sabu para que fuera despedido. En la edición de Impact! del 30 de noviembre Raven tuvo un combate con Jeff Hardy en el que si Raven perdía se marcharía de la compañía, Raven perdió y fue legítimamente despedido de la compañía.

## En lucha
- Movimientos finales
  - EvenFlow DDT / Raven Effect (Flowing snap DDT)
- Movimientos de firma
  - Bulldog
  - Cobra clutch
  - Cross armbreaker
  - Crossface chickenwing
  - Diving knee drop bulldog
  - Drop toe-hold onto an opened steel chair
  - Fist drop to the opponent's groin
  - Knee lift
  - Russian legsweep into a guard rail or wall
  - Sleeper hold
  - Slingshot crossbody
  - Superkick
  - Three or four jabs followed by a discus clothesline

- Managers
  - Terri Poch
  - Kimona Wanaleia
  - Beulah McGillicutty
  - Francine
  - Chastity
  - Terri
  - Lori Fullington

- Luchadores dirigidos
  - Adam Bomb
  - The Quebecers (Jacques Rougeau & Pierre Ouellette)
  - Raven's Nest
  - The Flock
  - Dead Pool
  - The Gathering
  - Serotonin

## Campeonatos y logros
- Extreme Championship Wrestling
  - ECW World Heavyweight Championship (2 veces)[38][39][40][41][42]
  - ECW World Tag Team Championship (4 veces) – con Stevie Richards (2), Tommy Dreamer (1), y Mike Awesome (1)[43][44][45][46][47]

- Heartland Wrestling Association
  - HWA Tag Team Championship (1 vez) – con Hugh Morrus[48][49][50]

- Juggalo Championship Wrestling
  - JCW Tag Team Championship (1 vez, actual) - con Sexy Slim Goody[51]

- Mid-Eastern Wrestling Federation
  - MEWF Mid-Atlantic Heavyweight Championship (1 vez)[52]

- National Wrestling Federation
  - NWF Heavyweight Championship (1 vez)[53]

- NWA Midwest
  - NWA Central States Heavyweight Championship (1 vez)[54][55]

- Pacific Northwest Wrestling
  - NWA Pacific Northwest Heavyweight Championship (3 veces)[56][57]
  - NWA Pacific Northwest Tag Team Championship (3 veces) – con Top Gun (1), The Grappler (1) y Steve Doll (1)[58][59]
  - NWA Pacific Northwest Television Championship (1 vez)[60][61]

- Pro-Pain Pro Wrestling
  - 3PW Heavyweight Championship (1 vez)[62][63][64]

- Total Nonstop Action Wrestling / Impact Wrestling
  - NWA World Heavyweight Championship (1 vez)[65][66][67][68]
  - King of the Mountain (2005)[69][70]
  - Impact Hall of Fame (2022)

- United States Xtreme Wrestling
  - USXW Heavyweight Championship (4 veces, actual)[71][72]

- United States Wrestling Association
  - USWA World Tag Team Championship (1 vez) – con Brian Christopher[73][74][75]

- USA Pro Wrestling
  - USA PRO Championship (1 vez)[76]

- World Championship Wrestling
  - WCW Light Heavyweight Championship (1 vez)[77][78][79]
  - WCW United States Heavyweight Championship (1 vez)[80][81][82][83]
  - WCW World Tag Team Championship (1 vez) – con Perry Saturn[84][85][86][87]

- World Wrestling Federation-Entertainment
  - WWF/E Hardcore Championship (27 veces)[88][89][90][91][92]
- Pro Wrestling Illustrated
  - Situado en el Nº230 en los PWI 500 de 2011[93]